# Mrežni pretražni upit
Mrežni pretražni upit (eng. web search query) je upit zasnovan na specifičnom pretražnom izrazu (eng. search term) koji korisnik upisuje u mrežnu tražilicu radi zadovoljavanja svojih informacijskih potreba. Mrežni pretražni upiti su razlikovni u tome što su često oblika čista teksta ili hiperteksta s po pretražnim naputcima koje se može dodati po želji ("and"/"or" s "-" za isključiti). Uvelike variraju od standardnih upitnih jezika koje vodi stroga sintaksna pravila kao kod naredbenih jezika s ključnim riječima ili pozicijskim parametrima. 
Upiti mogu biti informacijski, navigacijski i transakcijski, a tražilice također podržavaju i četvrtu, daleko manje rabljenu četvrtu vrstu, konekcijskih upita.
Tri široke kategorije koje pokrivaju većinu mrežnih upita: informacijski, navigacijski i transakcijski. Zovu ih "učini, znaj, idi". Iako ovaj model pretraživanja nije teorijski izveden, razvrstavanje je bilo iskustveno vrednovano aktualnim upitima tražilica.